# Sérénade au canon
Pour plus de détails, voir Fiche technique et Distribution.
Sérénade au canon (Pezzo, capopezzo e capitano) est une comédie germano-italienne réalisée par Wolfgang Staudte et sortie en 1958.

## Synopsis
Pendant l'occupation allemande, le commandant De Rossi est propriétaire du Bertani, un petit vapeur commercial stationné en mer Ligure. Sur ordre des autorités, il doit embarquer un chef de la marine allemande et équiper le bateau d'un canon. Un jour, il croise un sous-marin britannique qui passe par là. Le capitaine, cependant, signale le fait et provoque l'évacuation de toute la côte. De Rossi, excité par la situation et le tumulte provoqué, rêve de couler héroïquement le sous-marin ennemi. Ses rêves semblent devenir réalité lorsqu'il entend des grondements au large : après avoir mis le bateau à la mer, le commandant constate que les moteurs sont grillés et que le navire coule. Il décide alors de mourir en héros et s'installe sur le pont, saluant militairement avec tout l'équipage. Alors que tout semble accompli, le vieux navire s'échoue sur un haut-fond.

## Fiche technique
- Titre français : Sérénade au canon[1]
- Titre original italien : Pezzo, capopezzo e capitano[2]
- Titre allemand : Kanonenserenade[3]
- Réalisateur : Wolfgang Staudte
- Scénario : Ennio De Concini, Duccio Tessari, Wolfgang Staudte
- Photographie : Gábor Pogány
- Montage : Nicolò Lazzari
- Musique : Alessandro Derevitsky (it), Angelo Francesco Lavagnino
- Décors : Franco Lolli
- Costumes : Marilù Carteny
- Production : Peter Bamberger, Willi Egger, Heinrich Schier, Federico del Fauro
- Société de production : Atlantisfilm - Società per il commercio e le industrie cinem (Rome), Bamberger Produktion (Munich), U.F.A. (Berlin)
- Pays de production :  Italie -  Allemagne de l'Ouest
- Langue originale : italien
- Format : Couleurs par Ferraniacolor - 1,37:1 - Son mono - 35 mm
- Durée : 95 minutes
- Genre : comédie
- Dates de sortie :
  - Allemagne de l'Ouest : 30 juillet 1958
  - Italie : août 1958 (Mostra de Venise 1958) ; 31 octobre 1958 (sortie nationale)
  - France : 4 août 1961

## Distribution
- Vittorio De Sica : Commandant Ernesto De Rossi
- Folco Lulli : Sciaccabratta, le timonier
- Hélène Rémy : Irma
- Nino Manfredi : Gianni Ottavi, l'aviateur
- Piero Lulli Franco
- Lilla Brignone : Sœur Teresa
- Lianella Carell : Adelaide Sciaccabratta
- Mirko Ellis : Un officier
- Marco Guglielmi : Alberto
- Rolf Tasna : Capitaine Heinrich Schier
- Ingmar Zeisberg : Anna Zeisberg
- Gianni Garko : Un autre officier
- Heinz Reincke : Le sous-capitaine artilleur Hans Richter
- Maria Pia Casilio : Sœur Maria